# زينيكا
زينيكا (بالإنجليزية: Zeneca)‏ (رسميا Zeneca Group PLC) كانت شركة بريطانية متعددة الجنسيات للأدوية مقرها في لندن، المملكة المتحدة. أسست في يونيو 1993 من خلال تفكيك الشركات الصيدلانية والكيماويات الزراعية في شركة "Imperial Chemical Industries" إلى شركة منفصلة مدرجة في بورصة لندن.
في عام 1999 اندمجت شركة زينيكا وشركة أسترا التي تتخذ من السويد مقراً لها لتشكيل أسترا زينيكا.